# 2005年法国骚乱

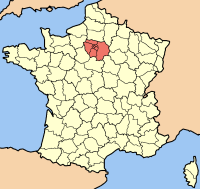
骚乱事发区域

2005年法国骚乱是2005年10月29日在克利希苏布瓦发生，後蔓延至整個法国的骚乱，起因是27日晚間克利希苏布瓦两名北非出身的男孩躲避警察时不慎被电死。当地青少年发起骚乱，后蔓延至多处黑人移民居多的郊区，由於巴黎的歧視風氣等因素，一星期后蔓延到的其它法国大城市，種族暴力內亂持續近半個月，近萬輛車與全國多處建築物被燒毀，兩千八百多名嫌犯被捕入獄。事件造成2名平民被人杀死，1名平民因吸入烟雾而死亡。

## 起因
10月27日傍晚約5:20，巴黎以北克利希苏布瓦市3名男孩为逃避警察追捕，跑入一所变电站，不料却遭到电击。15岁的巴努和17岁的齐亚德当场丧命，另一名男孩重伤入院治疗。警方否认曾追捕这两个男孩，他们去当地是为调查一起未遂抢劫案。

## 事态发展

### 法兰西岛陷入骚乱

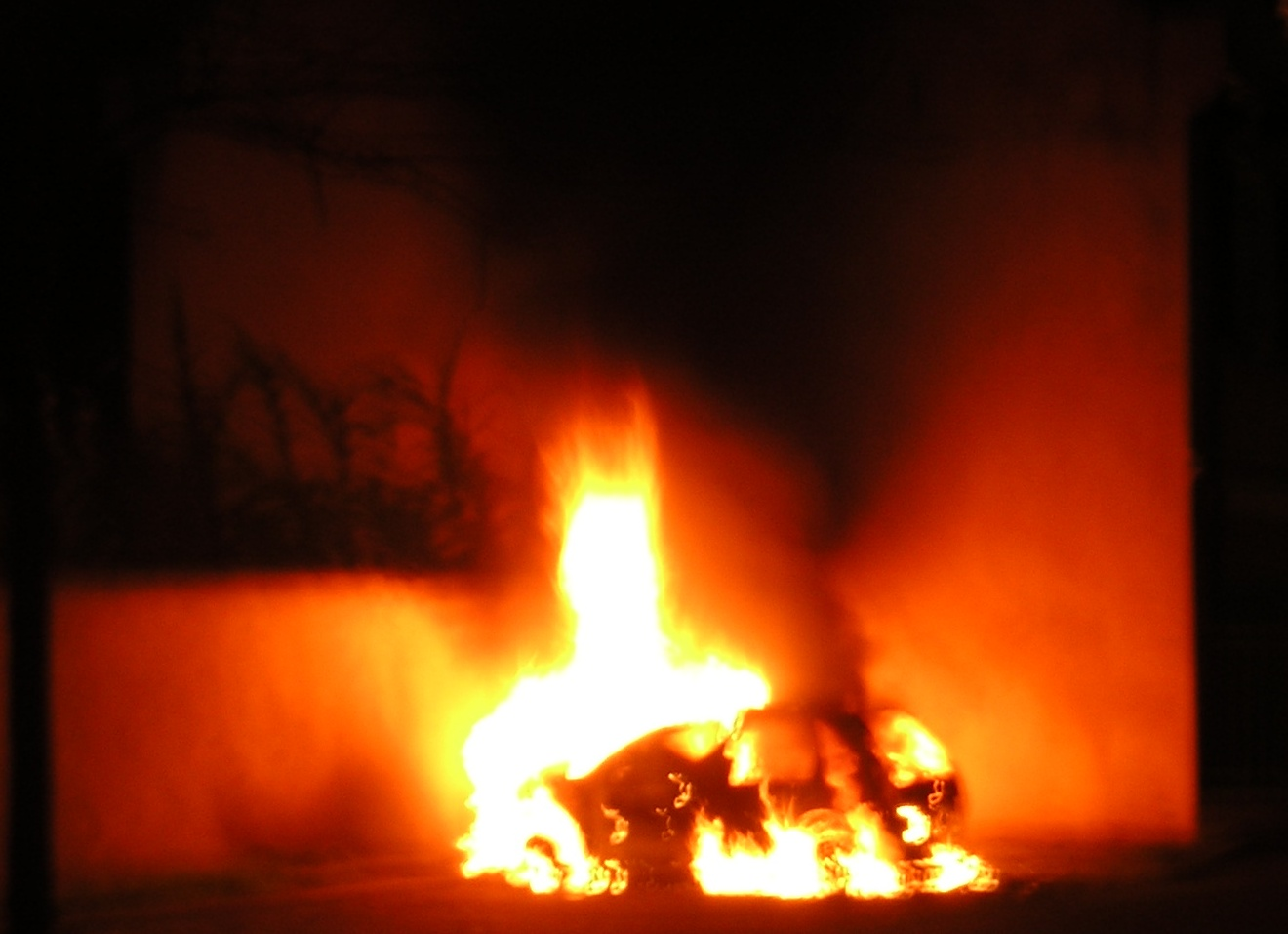
一辆正在焚烧的汽车

事后，数以百计愤怒的青少年走上街头，焚烧汽车和垃圾桶，打砸店铺和一所消防站，并与警方发生冲突。参与骚乱的青少年向警察投掷石块，警察发射催泪弹予以还击。
10月28日晚间，消防人员出动40多次，执行灭火任务。冲突中，还有人持槍向一辆警察防暴车辆开火。至当地时间10月29日凌晨两点，警察控制了局面，恢复了秩序。警方说，约22人被逮捕，23名警官和1名新闻记者受轻伤，但不清楚青少年受伤情况。冲突中，还有23辆车遭焚烧和破坏。
10月29日破晓后，克里希数百名居民在市政厅和事发变电站之间举行默哀遊行，表达对两位死者的哀悼。但混亂仍繼續發生。
11月1日夜，巴黎周边数个郊区发生骚乱。警方称，在塞纳-圣但尼省地区大约有69辆汽车被焚烧。在塞夫朗市以及欧奈苏布瓦市，除了焚烧汽车外，有少数骚乱者向赶到现场维持秩序的警察投掷石头，警察则用闪光弹驱散骚乱者。巴黎北郊瓦勒德瓦兹省和东南郊塞纳-马恩省也发生零星汽车遭焚和警察与骚乱者对峙事件。巴黎消防局在2日凌晨统计到的火灾数超过150起，主要是汽车、垃圾桶等起火。法国内政部长尼古拉·萨科齐说警方在1日晚和2日凌晨拘捕了34人。
法国总统雅克·希拉克、总理多米尼克·德维尔潘11月2日分别发表讲话，希望巴黎郊区骚乱地区民众恢复理智，并强调政府将采取严厉措施维护秩序。

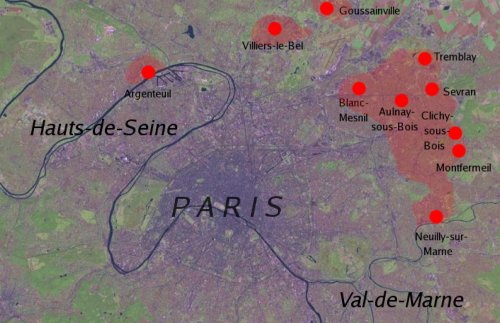
11月4日的骚乱地区

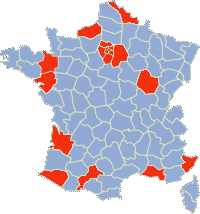
11月5日骚乱已漫延至法国其它城市

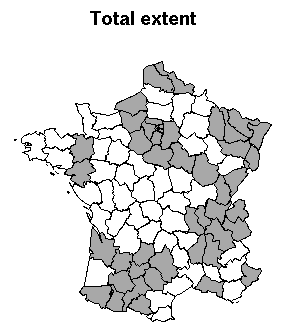
发生骚乱的全部地区

11月2日晚的一整夜骚乱中，共有9人受轻伤，177辆汽车被烧毁。暴徒还用石头砸了2列列车，导致3日上午巴黎与戴高乐机场之间的RER列车服务中止。
11月3日晚骚乱继续。巴黎北部的塞纳-圣但尼省有骚乱者向警察与消防员开枪，但无人受伤。法国华侨华人会副会长池万升2000平方米的仓库在骚乱中被烧毁，新到货的皮包全部付之一炬。另一刘姓华商九千平米的钢结构仓库被焚，主要存放箱包首饰和丝织品。巴黎郊区就有500多辆汽车被烧毁。

### 骚乱向全国蔓延
11月4日，模仿巴黎郊区骚乱的小型暴力行为出现在了法国南部城市图卢兹与尼斯，以及北部城市尔与雷恩。第戎市骚乱分子焚烧了5辆汽车，南部城市马赛则有11辆汽车在骚乱中被焚。当晚全国有近900辆汽车被焚毁，其中巴黎大区近600辆，共有253名参与骚乱的人员遭到传讯。
11月5日早上，巴黎郊区欧奈苏布瓦市大约2000至3000人参加了自发的遊行活动，以默不作声的方式号召停止骚乱。参加遊行的人包括了各个年龄段的人，时间持续近一个小时。法国内政部发布消息说，当日晚上，全国至少有918辆汽车被烧。警方逮捕了186人 。暴乱扩散到了法国首都巴黎市区，暴徒在巴黎市区烧毁了28辆汽车。警方当晚在巴黎南部埃夫里地区发现位于废弃建筑物内的一个制作汽油炸弹的窝点。
法国司法部11月6日称，巴黎已有20多名参与骚乱的青少年被判刑。法国警方发言人说，当晚暴乱分子共焚烧了1400多辆车，并与警方发生冲突，造成36名警员受伤。家住巴黎北部郊区的简-雅克·奈尔在试图扑灭家门口垃圾箱燃起的火时遭到袭击，被活活打死。
11月7日，巴黎附近的勒兰西市市长埃里克·拉乌尔宣布，该市自当夜实行宵禁。当夜法国各地有1173辆汽车被焚毁，有330人被捕，13名警员受伤。
11月8日，法国政府内阁上午举行特别会议之后宣布启用1955年制定的紧急状态法，授权各地方政府实施宵禁和禁止公共集会12天，警方有权突击搜查那些怀疑藏有武器的处所。稍后，法国北部城镇亚眠宣布实施宵禁，从当晚零点开始，禁止16岁以下的人在每晚10点至第二天早上6点出门，除非有成年人陪同。巴黎西部的奥尔良和巴黎以南的奥尔日河畔萨维尼市也分别宣布宵禁措施。法国官员表示，当晚被点燃的车辆数目下跌到617，有280人被捕。
11月9日，法国当局在巴黎以及三十多个城镇实施了宵禁。法国内政部长萨科齐说，有120名外国人被判定参加了骚乱，他们将被立即驱逐出境。
11月10日，法国总统希拉克为动用紧急状态法平息暴乱做辩解说，眼下当务之急是恢复法律和秩序。稍后，法国内政部宣布对八名警察停职调查。其中两名警员被控殴打在巴黎近郊的拉库尔讷沃市被捕的一名青年男子，另六名为目睹了事件的警员。事件被法国电视二台的摄影机拍摄到。
11月11日夜晚，共有380多辆汽车被烧毁。两名警察受伤，162人被逮捕。在南部城镇卡庞特拉，有人向一座清真寺投掷汽油弹，清真寺遭到了轻度损坏。
巴黎11月12日格林威治时间上午9点到13日夜晚禁止一切公共集会，以防可能发生的骚乱。11月12日下午5点左右，里昂市中心地带的贝拉克广场发生骚乱，有大约50名年轻人袭击了售货亭并损毁机动车。购物者急忙撤离这一地区。大部分店主关门停业。警察发射催泪瓦斯，驱散数伙闹事的年轻人，实行了两次逮捕行动。
11月13日，法国著名民意调查机构IFOP所做调查显示，71%的法国人认为，总统希拉克不能解决导致骚乱发生的根本社会原因。近四分之一的法国人认为，右翼领导人勒庞可以实现这一目标。里昂市警方同日禁止公众举行任何公开集会，防止有人趁机闹事。晚上全国又有284辆车被烧毁。115人被捕。
11月14日，法国内阁向议会提出申请，希望将国家紧急状态延长3个月以对付骚乱。骚乱以来，法国总统希拉克首次直接发表电视讲话说，骚乱显示了身份认同的危机。
11月15日，法国议会下院批准了政府把紧急权力延长三个月的建议。
11月16日，法国议会上院辩论通过了政府提出的建议，把紧急权力延长3个月。

## 国际反应
- 英国、加拿大、俄罗斯、美国、澳大利亚、日本[8]及香港[9]对本国国民发出旅游警告，表示不提倡在当时赴法国旅行。
- 欧盟向法国提供五千万欧元，帮助法国处理骚乱引发的危机。

## 评论
由此引发的讨论认为，二战后法国所实行多年的融合多元文化的社会政策，已全面失败破产。法國極右领导人讓-馬里·勒龐指责说，来自第三世界的、无法控制的大规模移民导致了法国城镇长达将近3周的骚乱。此骚乱并引发英国、德国等国也对其多元文化的政策开始检讨，限制外裔居民日益扩大的影响。